# Dupla embreagem

Cambio de dupla Embreagem:
M: Motor
A: Transmissão primaria
B: Dupla Embreagem
C: Eixo arvore secundaria
D: Eixo de marchas pares
E: Eixo de marchas Ímpares
F: Saída da transmissão

Dupla Embreagem (DCT ou DSG) é um tipo de câmbio para carros que utiliza duas peças chamadas embreagem que permite trocas mais rápidas entre marchas em relação aos outros tipos de câmbio.
É muito utilizado em carros de alto desempenho, mas em teoria pode-se utilizar em qualquer tipo de carro. Este tipo de câmbio é muito parecido ao Câmbio semiautomático (também chamado "câmbio automatizado").

## Funcionamento
O câmbio de dupla embreagem oferece a função de duas caixas de câmbio em uma. Em um câmbio manual convencional, quando o motorista quer mudar de uma marcha para outra, ele primeiro aperta o pedal da embreagem. Isso opera uma única embreagem, que desacopla o motor da caixa de câmbio e interrompe o fluxo de potência para ela. Em seguida o motorista usa a alavanca de câmbio para escolher uma nova marcha, um processo que envolve mover uma luva de engate de uma engrenagem (também conhecido como garfos de engate) para outra de tamanho diferente. Dispositivos chamados sincronizadores igualam as rotações do garfo de engate e da engrenagem a ser engatadas para impedir que haja um choque, conhecido como arranhada. Uma vez que a nova marcha esteja engatada, o motorista solta o pedal de embreagem, que reconecta o motor de novo à caixa de câmbio e transmite a potência para as rodas.
Assim, em uma transmissão convencional manual não há um fluxo de potência contínuo do motor para as rodas. O fornecimento de potência muda de ligado para desligado e novamente para ligado durante a mudança de marcha, causando um fenômeno conhecido como "choque de troca" ou "interrupção de torque". Para um motorista inexperiente, isto pode resultar em passageiros serem jogados para frente e depois para trás à medida que as marchas vão sendo trocadas.
Uma caixa de câmbio de dupla embreagem (DCT) usa duas embreagens, mas não tem pedal. Controles Eletrônicos e hidráulicos sofisticados controlam as embreagens, como em um câmbio automático comum. Em uma DCT, no entanto, as embreagens operam de forma independente. Uma embreagem controla as marchas ímpares (primeira, terceira, quinta e ré), enquanto a outra controla as marchas pares (segunda, quarta e sexta). Usando este arranjo, as marchas podem ser mudadas sem interromper o fluxo de potência do motor para o câmbio.

## Vantagem

### Economia
A economia de combustível neste tipo de câmbio é muito similar ao Câmbio mecânico e ao Câmbio CVT, sendo que estes dois últimos têm a economia de combustível como principais características que a designar, estão, portanto que uns dos câmbios mais econômicos na atualidade.

### Conforto
O conforto deste câmbio é proporcionado pela trocas de marchas muito rápidas que de modo muito difícil será percebido pelo motorista, tornando a condução mais suave, também é possível ter dois modos de condução que o motorista pode escolher: a manual em que o motorista pode trocar de marchas quando quiser e a automática em que o carro troca de marchas sozinho ou esporte, o sistema faz as trocas no limite do corte de giro do veiculo, ou seja, trabalha com o "motor cheio" para dar mais desempenho.

### Desempenho
Devido às trocas de marchas serem muito rápidas, a aceleração é quase continua, pois tem pouca interrupção da rotação do motor.